# Nigel Dodds
Nigel Alexander Dodds (nacido 20 de agosto de 1958) es un norirlandés barrister y unionist político. Es el Parlamentario incumbente para Belfast Norte, y ha sido dirigente de diputado del Partido Unionista Democrático (DUP) desde entonces junio 2008. Fue  Lord alcalde de Belfast en dos ocasiones, y hasta 1993 fue Secretario General del DUP.
Dodds devenía el MP para norte Belfast en el 2001 Reino Unido elección general. Ha servido antiguamente como miembro de la Asamblea de Irlanda del Norte, y tan Ministro de Finanzas en el Ejecutivo de Irlanda del Norte.

## De fondo
Nigel Dodds nació en Derry, Condado Londonderry, Irlanda del Norte. Esté educado en Portora Escuela Real, Enniskillen, Condado Fermanagh, y estudiada ley en Saint John's College de Cambridge de qué  gradúe con un primer-grado de clase, y donde  gane la beca universitaria, McMahan studentship y Winfield Premio para Ley. A graduación,  regrese a Irlanda del Norte y, después de estudiar en el Instituto de Estudios Legales Profesionales en la universidad de la reina, Belfast, se apellidó a la Barra de Irlanda del Norte. Después de trabajar como barrister, trabaje en la Secretaría de la Eurocámara de 1984 hasta 1996.
Su padre, Joe, era un que está largo Partido Unionista Democrático miembro de Fermanagh Consejo de Distrito hasta su muerte en 2008.  Está casado a DUP Diputado al Parlemento Europeo Diane Dodds; tienen un hijo y una hija, y vivir en Banbridge, Condado de Down.

## Política
Dodds introdujo política municipal en 1981 cuándo  esté unsuccessfully para el Enniskillen parte de Fermanagh Consejo de Distrito. Cuatro años más tarde en 1985,  esté elegido a Belfast Ayuntamiento para el religiosamentey socialmente mixto área electoral en el del norte de la ciudad.
Atraiga controversia cuándo él y entonces DUP dirigente Ian Paisley atendió un despertar para Fuerza Voluntaria del Ulster dirigente John Bingham.